# Kuertunturi
Der Kuertunturi ist ein Fjell (finnisch Tunturi) im finnischen Teil Lapplands, unweit der Ortschaft Äkäslompolo gelegen. Er besitzt eine Höhe von 443 Metern. Zum Fjell Kuer (Kuertunturi) kann man während der Ferienzeit Skiausflüge machen.